# Боргхард, Ральф
Ральф Боргхард (нем. Ralph Borghard; р. 17 апреля 1944 г.) — немецкий фигурист, выступавший в одиночном катании за ГДР (Восточная Германия) и ФРГ (Западная Германия). От Объединённой германской команды участвовал в зимних Олимпийских играх 1964 года, где занял 11 место.
Изначально Боргхард представлял ГДР и трижды одерживал победу на национальном чемпионате (1963, 1964, 1966), затем он перешел на сторону Западной Германии.

## Результаты
| Соревнование            | 1962 | 1963 | 1964 | 1965 | 1966 | 1967 |
| ----------------------- | ---- | ---- | ---- | ---- | ---- | ---- |
| Зимние Олимпийские игры |      |      | 11   |      |      |      |
| Чемпионаты мира         |      |      |      |      | 14   |      |
| Чемпионаты Европы       | 15   | 11   |      |      | 6    |      |
| Чемпионаты Германии     |      |      |      |      |      | 2    |
| Чемпионаты ГДР          | 2    | 1    | 1    |      | 1    |      |